# Aufsichtsratsteuer (Deutschland)
Als Aufsichtsratsteuer werden umgangssprachlich die Abzugsteuern bezeichnet, die von den Einnahmen aus der Tätigkeit als Aufsichtsratsmitglied einbehalten werden.
Die Steuer wird nur abgezogen bei beschränkt steuerpflichtigen Mitgliedern eines Aufsichtsrats (Verwaltungsrats) von inländischen Aktiengesellschaften, Kommanditgesellschaften auf Aktien, Berggewerkschaften, Gesellschaften mit beschränkter Haftung und sonstigen Kapitalgesellschaften, Genossenschaften und Personenvereinigungen des privaten und des öffentlichen Rechts (§ 50a Abs. 1 Nr. 4 EStG). Für diese Fälle unterliegen die Vergütungen jeder Art, die ihnen von den genannten Unternehmungen für die Überwachung der Geschäftsführung gewährt werden (Aufsichtsratsvergütungen), dem Steuerabzug (Aufsichtsratsteuer).
Die Aufsichtsratsteuer beträgt gegenwärtig 30 % der Aufsichtsratsvergütungen (§ 50a Abs. 2 Satz 1 EStG). Dem Steuerabzug unterliegt der volle Betrag der Aufsichtsratsvergütung ohne jeden Abzug. Werden Reisekosten (Tagegelder und Fahrtauslagen) besonders gewährt, so gehören sie zu den Aufsichtsratsvergütungen nur insoweit, als sie die tatsächlichen Auslagen übersteigen.
Es handelt sich nicht um eine eigenständige Steuerart, sondern um eine besondere Steuererhebungsform der Einkommensteuer, da zu den Einkünften aus sonstiger selbständiger Arbeit auch die Vergütungen für eine Tätigkeit als Aufsichtsratsmitglied zählen. Grundsätzlich ist die Einkommensteuer mit der Erhebung der Aufsichtsratsteuer abgegolten. Beantragt das Aufsichtsratsmitglied eine Veranlagung oder kommt es aus anderen Gründen zu einer Veranlagung, wird die als Aufsichtsratsteuer erhobene Einkommensteuer auf die Einkommensteuerschuld angerechnet.